# تپه کور بلاغ
تپه کور بلاغ مربوط به دوره اشکانیان و دوره ساسانیان است و در شهرستان میانه، بخش ترکمنچای، دهستان بروانان شرقی، ۱ کیلومتری غرب روستای برزلیق واقع شده و این اثر در تاریخ ۲۷ آبان ۱۳۸۶ با شمارهٔ ثبت ۲۰۱۷۳ به‌عنوان یکی از آثار ملی ایران به ثبت رسیده است.